# BilSat–1
A BilSat–1 (Bilten Satellite) az első török tudományos földmegfigyelő miniműhold.

## Jellemzői
Egy nemzetközi DMC-Turkey program (Disaster Monitoring Constellation) keretében – gazdasági, környezetvédelmi, katasztrófavédelmi – fotózta a Föld felszínét. Az együttműködő nemzetek: Algéria, Kína, Nigéria, Thaiföld, Törökország, Vietnám és  Egyesült Királyság voltak.

## Küldetés
Az angol Surrey Satellite Technology Ltd. (SSTL) építette, az Arastirma enstitüsü (BILTEN) és a Türkiye Bilimsel ve Teknik Arastirma Kurumu (TÜBITAK)üzemeltette.
Társműholdak:
- STSAT–1 (dél-koreai);
- NigeriaSat–1 (nigériai);
- Mozsajec–4 (orosz);
- BNSCSat–1 (angol);
- Larec (orosz);
- Rubin 4–DSI (német).

Megnevezései:
- BiltenSat–1;
- Tubitak–1;
- DMC–2;
- COSPAR: 2003-042E;
- SATCAT kódja: 27945.

2003. szeptember 27-én a Pleszeck űrrepülőtérről LC-132/1 (LC–Launch Complex) jelű indítóállványról egy Koszmosz–3M  (11K65M) hordozórakétával állították alacsony Föld körüli pályára (LEO = Low-Earth Orbit). Az orbitális pályája 98,5 perces, 98,2° hajlásszögű, elliptikus pálya perigeuma 675 kilométer, az apogeuma 694 kilométer volt.
Három tengelyesen, mágnesesen (giroszkóp) stabilizált űreszköz. Tömege 130 kilogramm. Szolgálati idejét 15 évre tervezték. A kamerák programját (Know How Training and Transfer – KHTT) tervezte és építette a BILTEN mérnöki csapata. Öt képalkotó kameráival fotózta a Föld felszínét, infravörös és látható tartományokban. Az űreszköz felületét napelemek borították, éjszakai (földárnyék) energia ellátását újratölthető kémiai akkumulátorok biztosították. Hajtóanyag és gázfúvókái segítették a stabilitást, a pályaelemek tartását.
Műszerei
- nagy felbontású pánkromatikus kamera (felbontás 12 m);
- négy csatornás multispektrális kamera (felbontás 26 m);
- hiperspektrális kamera;
- nagy teljesítményű DSP processzor a felvételek tömörítésére, lejátszásának elősegítése,

2006-ban az akkumulátor meghibásodása miatt idő előtt befejezte szolgálatát.